# Centaurea tomorosii
Centaurea tomorosii là một loài thực vật có hoa trong họ Cúc. Loài này được Micevski mô tả khoa học đầu tiên năm 1985.